# Selecció femenina de futbol de les Illes Fèroe
La Selecció femenina de futbol de les Illes Fèroe és l'equip nacional de futbol femení de les illes Fèroe; representa aquestes illes en el futbol associatiu femení i està controlada per l'Associació de Futbol de les Illes Fèroe (FSF), l'òrgan de govern de tot el futbol de les illes. La FSF es va convertir en membre de la Federació Internacional de Futbol Associació (FIFA) el 1988 i de la Unió d'Associacions Europees de Futbol (UEFA) el 1990. Per població, és el quart membre més petit de la UEFA, que engloba els estats d'Europa. L'equip femení va jugar el primer partit internacional sancionat per la FIFA l'any 1995 i mai no ha passat a la final de la Copa del Món Femenina de la FIFA o del Campionat Femení de la UEFA. Van participar en els Jocs Illes de 2001, 2003 i 2005 i van guanyar els tres torneigs, a més de participar en l'edició 2010 de la Copa de l'Algarve. A les Illes Fèroe l'equip es coneix com el Kvinnulandsliðið.

## Història

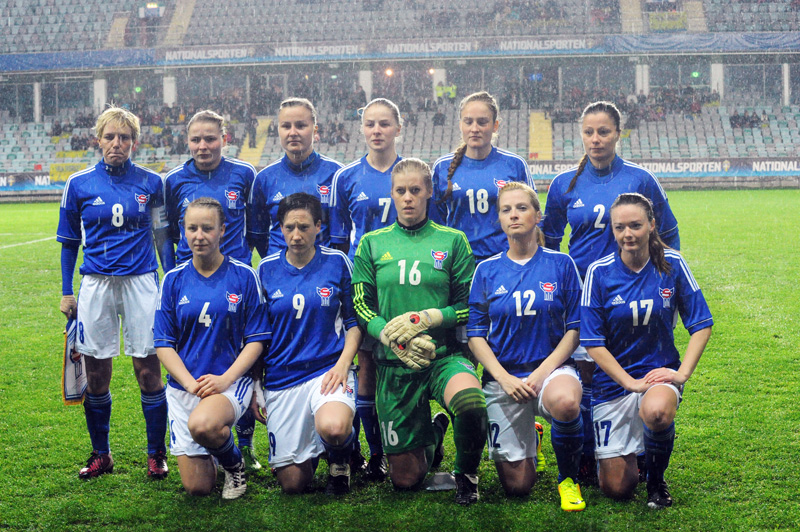
L'equip nacional de les Illes Fèroe l'any 2013

La FSF va ser fundada el 13 de gener de 1979 i la Lliga nacional de futbol femení de les Illes Fèroe començà l'any 1985. Els primers partits de l'equip nacional de les Illes Fèroe van tenir lloc l'any 1986 i van acabar amb dues derrotes davant d'Islàndia: una derrota per 6–0 a Kópavogsvöllur i una altra per 2–0 a Akranesvöllur.
Les Illes Fèroe s'uniren a la FIFA el 2 de juliol de 1988 i l'equip nacional masculí va jugar el primer partit oficial —una derrota per 1–0 contra Islàndia— el 24 d'agost de 1988. L'afiliació a la UEFA es feu el 18 d'abril de 1990 i l'equip masculí de les Illes Fèroe feu la primera competició internacional important més tard aquell mateix any: les rondes classificatòries per al Campionat d'Europa de futbol 1992.
Es formà l'equip femení per participar en el torneig de classificació de l'Eurocopa Femenina de futbol 1997 de la UEFA, que començà el setembre de 1995. Páll Guðlaugsson en fou l'entrenador. Les Illes Fèroe van competir en classe B, en un grup regional amb Bèlgica, Irlanda, Escòcia i Gal·les. Les guanyadores no es classificarien per al torneig final, però disputarien una eliminació directa (play-off) contra l'últim equip classificat del grup A per aconseguir una promoció a un grup superior.
Les Illes Fèroe van disputar tots els partits com a local a l'estadi nacional d'aquell moment, Svangaskarð a Toftir. El 24 de setembre de 1995 van perdre el primer partit local per 2–0 contra Irlanda. El mes següent, una altra derrota per 2-0, contra Bèlgica a Brussel·les, va precedir una derrota per 7–1 a Escòcia on Sólvá Joensen marcà el primer gol per a l'equip nacional. Dos dies més tard, el 25 d'octubre de 1995, les Illes Fèroe van batre Gal·les 1–0 a l'Estadi Farrar Road a Bangor i aconseguiren la seva primera victòria. Helga Ellingsgaard marcà el gol decisiu al minut 35 de joc, mentre l'entrenadora rival lamentava el fracàs del seu equip de no convertir cap dels seus 20 tirs a porteria en gol.
El següent partit va ser una derrota per 3–1 a Dublín: el tercer gol d'Irlanda va arribar a l'últim minut. L'any 1996 les Illes Fèroe van acabar la campanya amb tres partits com a local, però els va perdre tots. El primer, el 18 de maig de 1996, fou una derrota per 9–0 per l'equip guanyador de grup Bèlgica que suposà la major derrota de les Illes Fèroe fins a l'any 2019. Escòcia i Gal·les van visitar Toftir amb victòries per 3–0 i 1–0, respectivament, obtenint així que les Illes Fèroe acabessin últimes del grup amb només tres punts, havent-hi marcat tres gols i rebent-ne 27.
La FSF va eliminar l'equip nacional femení després del torneig, ja que no estaven disposats a assumir les despeses de desplaçament per a partits de visitant. Van entrar en competicions en categories inferiors, minitornejos que es disputaven en un únic lloc per tal de reduir les despeses.
Quan l'equip nacional femení va ser reactivat l'any 2004 després d'un període de vuit anys, el primer partit va ser una derrota per 2–1 en un partit amistós contra a Irlanda. L'entrenador irlandès Noel King va formar un equip experimental en què no hi havia les jugadores clau de l'Arsenal femení. El joc es va disputar a Klaksvík el 12 d'octubre de 2004, el dia abans que les seleccions masculines juguessin un partit a Lansdowne Road, Dublín.
En el següent partit, un retorn amistós amb Irlanda a l'Oscar Traynor Centre a Dublín, Rannvá B. Andreasen va avançar a l'equip de les Illes Fèroe al minut 6. Irlanda va tornar el cop per guanyar 2–1.
Els primers partits de les Illes Fèroe en competicions de la UEFA van arribar el novembre de 2006, als partits classificatoris de l'Eurocopa Femenina de Futbol 2009. A la ronda preliminar el minitorneig es va disputar a Strumina, Macedònia. El gol de Malena Josephsen no fou prou per guanyar a Gal·les, ja que van acabar perdent per 2-1. L'equip va ser eliminat després d'una altra derrota per 1-0 contra Kazakhstan. A l'últim partit les Illes Fèroe van poder vèncer les locals de Macedònia per 7-0 a l'Stadion Kukuš amb un rècord de la major victòria present fins a l'any 2015.

## Imatge d'equip

### Estadi local
L'equip femení de futbol de les Illes Fèroe disputa els seus partits com a local a Tórsvøllur.

## Resultats
- Aquesta és una llista de resultats de partits de 12 mesos:

Llegenda
      Victòria
      Empat
      Derrota
      Buit o ajornat
      Partit
| 18 September                      | Plantilla:Fbw-rt | 0–6           | Plantilla:Fbw                                                      | Torshavn, Faroe Islands |  |
| UEFA Women's Euro 2022 qualifying |                  | Report (UEFA) | - Furness 19' - Magill 24', 90' - Wade 27', 56' - K. McGuiness 38' | Tórsvøllur ·            |  |

| 22 September                      | Plantilla:Fbw-rt | 0–2           | Plantilla:Fbw                   | Torshavn, Faroe Islands |  |
| UEFA Women's Euro 2022 qualifying |                  | Report (UEFA) | - Shlapakova 56' - Olkhovik 79' | Tórsvøllur ·            |  |

| 22 October                        | Plantilla:Fbw-rt                            | 4–0           | Plantilla:Fbw | Newport, Wales  |  |
| UEFA Women's Euro 2022 qualifying | - Ward 33' - Harding 58', 61' - Woodham 67' | Report (UEFA) | - Sevdal 55'  | Rodney Parade · |  |

| 26 November                             | Plantilla:Fbw-rt | Cancelled              | Plantilla:Fbw | Drammen, Norway      |  |
| 20:00 UEFA Women's Euro 2022 qualifying |                  | Cancellation (Fotball) |               | Marienlyst Stadion · |  |

| 1 December                        | Plantilla:Fbw-rt                                                                         | 5–1           | Plantilla:Fbw      | Belfast, Northern Ireland                |  |
| UEFA Women's Euro 2022 qualifying | - Furness 6' - K McGuinness 27' - McCarron 56' - C McGuinness 77' - Langgaard 88' (o.g.) | Report (UEFA) | - Tórolvsdóttir 4' | Seaview · Hristiyana Guteva (Bulgaria) · |  |

| 10 de juny de 2021         | Plantilla:Fbw-rt | 1–1         | Plantilla:Fbw    | Alytus, Lithuania |  |
| 2021 Baltic Women's Cup SF | - Kubassova 55'  | Report (SW) | - Johannesen 41' | Alytus Stadium ·  |  |

| 13 June                   | Plantilla:Fbw-rt                 | 2–0         | Plantilla:Fbw | Alytus, Lithuania |  |
| 2021 Baltic Women's Cup F | - Jonušaitė 16' - Lazdakaitė 78' | Report (SW) |               | Alytus Stadium ·  |  |

## Equip d'entrenadors

### Equip d'entrenadors actual
| Posició           | Nom       | Ref.   |
| ----------------- | --------- | ------ |
| Entrenador en cap | Lene Terp | [ 14 ] |

### Historial d'entrenadors
- Páll Guðlaugsson (1995–1997)
- Álvur Hansen (2001– maig 2012)[15]
- Rúni Nolsøe 2012[16]
- Jón Pauli Olsen (2013–2015)
- Pætur Clementsen (desembre 2015–2018)[17]
- John Petersen (2019–2020)[18]
- Lene Terp (gener 2021–)[14]

## Jugadores

### Equip actual
- Aquestes jugadores van ser cridades per al partit contra Gal·les el 22 d'octubre de 2020.[19]
- Els partits disputats i els gols s'actualitzaren el 24 octubre 2020, després del partit contra Gal·les.

| N. | Pos. | Jugadora                 | Data de naixement (edat)   | Internacionalitats | Gols | Club              |
| -- | ---- | ------------------------ | -------------------------- | ------------------ | ---- | ----------------- |
| 1  | GK   | Óluva Joensen            | 21 abril 2002 (edat 19)    | 2                  | 0    | KÍ                |
| 12 | GK   | Anna Hansen              | 20 agost 1998 (edat 23)    |                    |      | Desconegut        |
|    |      |                          |                            |                    |      |                   |
| 2  | DF   | Rakul Johannesen         | 27 juliol 1993 (edat 28)   |                    |      | Desconegut        |
| 5  | DF   | Maria Á Lakjuni          | 1 octubre 2001 (edat 19)   |                    |      | Desconegut        |
| 7  | DF   | Ásla Johannesen (capità) | 9 maig 1996 (edat 25)      | 26                 | 1    | FC Nordsjælland   |
| 19 | DF   | Sarita Mittfoss          | 4 setembre 1999 (edat 21)  | 6                  | 0    | HB Tórshavn       |
|    |      |                          |                            |                    |      |                   |
| 3  | MIG  | Birita Ryan              | 24 novembre 2002 (edat 18) | 3                  | 0    | KÍ                |
| 4  | MIG  | Lea Lisberg              | 28 febrer 2002 (edat 19)   | 2                  | 0    | EB/Streymur/Skála |
| 9  | MIG  | Julia Mortensen          | 28 setembre 2000 (edat 20) | 7                  | 0    | HB Tórshavn       |
| 10 | MIG  | Heidi Sevdal             | 6 març 1989 (edat 32)      | 57                 | 21   | NSÍ               |
| 11 | MIG  | Sara Lamhauge            | 19 desembre 2000 (edat 20) | 8                  | 0    | HB Tórshavn       |
| 13 | MIG  | Jensa Tórolvsdóttir      | 3 agost 2001 (edat 20)     | 2                  | 0    | ÍF/Víkingur/B68   |
| 17 | MIG  | Tóra Mohr                | 1 abril 1999 (edat 22)     |                    |      | Desconegut        |
| 20 | MIG  | Emma Hansdóttir          | 15 febrer 2001 (edat 20)   |                    |      | Desconegut        |
| 22 | MIG  | Julia Helena Henriksen   | 9 gener 2001 (edat 20)     |                    |      | Desconegut        |
|    |      |                          |                            |                    |      |                   |
| 15 | DAV  | Olga Kristina Hansen     | 28 febrer 1990 (edat 31)   | 56                 | 5    | B36 Tórshavn      |
| 16 | DAV  | Hervør Olsen             | 5 març 1997 (edat 24)      |                    |      | Desconegut        |

### Jugadores cridades
- Aquestes jugadores han estat cridades per a l'equip nacional de les Illes Fèroe en 12 mesos:

| Pos. | Jugadora              | Data de naixement (edat)   | Internacionalitats | Gols | Club            | Última convocatòria                  |
| ---- | --------------------- | -------------------------- | ------------------ | ---- | --------------- | ------------------------------------ |
| GK   | Monika Biskopstø      | 29 desembre 1994 (edat 26) | 4                  | 0    | AaB             | v. Wales, 22 octubre 2020            |
| GK   | Valborg Østerø        | 6 octubre 2002 (edat 18)   | 0                  | 0    | B36 Tórshavn    | v. Wales, 22 octubre 2020            |
|      |                       |                            |                    |      |                 |                                      |
| DF   | Jacoba Langgaard      | 24 setembre 1988 (edat 32) | 16                 | 1    | ÍF/Víkingur/B68 | v. Northern Ireland, 1 desembre 2020 |
| DF   | Elisabeth Vang        | 24 abril 1998 (edat 23)    | 8                  | 0    | B36             | v. Northern Ireland, 1 desembre 2020 |
| DF   | Unn Hvidbro           | 12 novembre 1989 (edat 31) | 0                  | 0    | NSÍ             | v. Wales, 22 octubre 2020            |
|      |                       |                            |                    |      |                 |                                      |
| MIG  | Sanna Svarvadal       | 14 novembre 2001 (edat 19) | 5                  | 0    | KÍ              | v. Northern Ireland, 1 desembre 2020 |
| MIG  | Marita á Fríðriksmørk | 12 agost 1996 (edat 25)    | 4                  | 0    | ÍF/Víkingur/B68 | v. Northern Ireland, 1 desembre 2020 |
| MIG  | Kára Djurhuus         | 16 gener 1997 (edat 24)    | 4                  | 0    | Pomigliano      | v. Northern Ireland, 1 desembre 2020 |
| MIG  | Margunn Lindholm      | 16 abril 1996 (edat 25)    | 16                 | 0    | NSÍ             | v. Wales, 22 octubre 2020            |
| MIG  | Evy á Lakjuni         | 12 agost 1999 (edat 22)    | 7                  | 0    | KÍ Klaksvík     | v. Wales, 22 octubre 2020            |
|      |                       |                            |                    |      |                 |                                      |
| DAV  | Mona Rasmusdóttir     | 22 abril 2001 (edat 20)    | 1                  | 0    | ÍF/Víkingur/B68 | v. Northern Ireland, 1 desembre 2020 |
| DAV  | Hanna Højgaard        | 7 abril 1989 (edat 32)     | 1                  | 0    | ÍF/Víkingur/B68 | v. Wales, 22 octubre 2020            |

## Rècords

### Rècords individuals
Font:
- Les jugadores en negreta segueixen en actiu

| Rànquing | Jugadora                 | Internacionalitats |
| -------- | ------------------------ | ------------------ |
| 1        | Heidi Sevdal             | 57                 |
| 2        | Olga Kristina Hansen     | 56                 |
| 3        | Rannvá Andreasen         | 56                 |
| 4        | Malena Josephsen         | 41                 |
| 5        | Anna Sofía "Ansy" Sevdal | 41                 |
| 6        | Randi Wardum             | 38                 |
| 7        | Eyðvør Klakstein         | 36                 |
| 8        | Lív Arge                 | 32                 |
| 9        | Fríðrún Olsen            | 31                 |
| 10       | Ásla Johannesen          | 27                 |

| Rànquing | Jugadora             | Gols |
| -------- | -------------------- | ---- |
| 1        | Rannvá B. Andreasen  | 27   |
| 2        | Heidi Sevdal         | 21   |
| 3        | Malena Josephsen     | 10   |
| 4        | Olga Kristina Hansen | 5    |
| 4        | Milja Simonsen       | 5    |
| 6        | Eyðvør Klakstein     | 4    |
| 7        | Vivian Bjartalíð     | 3    |
| 7        | Mona Breckmann       | 3    |
| 9        | Íðunn Egilstoft      | 2    |
| 9        | Lív Arge             | 2    |

### Rècords d'equip
El 28 de novembre de 2012 dues de les jugadores de l'equip nacional femení de les Illes Fèroe van aconseguir un rècord mundial. Per primer cop a la història una mare i la seva filla van jugar juntes en un partit de futbol pel seu país. Bára Skaale Klakkstein ha jugat durant molts anys en l'equip nacional, Eyðvør ha jugat per a l'equip sub-17 i sub-19 de l'equip nacional, però el 28 de novembre de 2012 tant la mare com la filla van jugar juntes en un partit amistós en contra de Luxemburg. Les Illes Fèroe van guanyar el partit per 6–0. Eyðvør va néixer el 5 de setembre de 1995 i tenia 17 anys quan va jugar aquest partit, que va ser-ne el seu primer per l'equip nacional. La mare, Bára Skaale Klakkstein, va néixer el 24 de març de 1973 i tenia 39 anys quan va jugar el partit en contra Luxemburg. La mare i la filla han jugat juntes a l'equip femení KÍ des del 2010.

## Palmarès
Regional
- Jocs Insulars: Guanyadores

2001, 2003, 2005
- Women's Baltic Cup: Guanyadores

2016

## Rècord competitiu

### Mundial de futbol femení de la FIFA
| El rècord de Copa del Món Femenina de Futbol de la FIFA | El rècord de Copa del Món Femenina de Futbol de la FIFA | El rècord de Copa del Món Femenina de Futbol de la FIFA | El rècord de Copa del Món Femenina de Futbol de la FIFA | El rècord de Copa del Món Femenina de Futbol de la FIFA | El rècord de Copa del Món Femenina de Futbol de la FIFA | El rècord de Copa del Món Femenina de Futbol de la FIFA | El rècord de Copa del Món Femenina de Futbol de la FIFA | El rècord de Copa del Món Femenina de Futbol de la FIFA | El rècord de Copa del Món Femenina de Futbol de la FIFA |
| Any                                                     | Resultat                                                | P                                                       | V                                                       | E*                                                      | D                                                       | GF                                                      | GC                                                      | DG                                                      |                                                         |
| ------------------------------------------------------- | ------------------------------------------------------- | ------------------------------------------------------- | ------------------------------------------------------- | ------------------------------------------------------- | ------------------------------------------------------- | ------------------------------------------------------- | ------------------------------------------------------- | ------------------------------------------------------- | ------------------------------------------------------- |
| 1991                                                    | No hi va entrar                                         | No hi va entrar                                         | No hi va entrar                                         | No hi va entrar                                         | No hi va entrar                                         | No hi va entrar                                         | No hi va entrar                                         | No hi va entrar                                         |                                                         |
| 1995                                                    | No hi va entrar                                         | No hi va entrar                                         | No hi va entrar                                         | No hi va entrar                                         | No hi va entrar                                         | No hi va entrar                                         | No hi va entrar                                         | No hi va entrar                                         |                                                         |
| 1999                                                    | No hi va entrar                                         | No hi va entrar                                         | No hi va entrar                                         | No hi va entrar                                         | No hi va entrar                                         | No hi va entrar                                         | No hi va entrar                                         | No hi va entrar                                         |                                                         |
| 2003                                                    | No hi va entrar                                         | No hi va entrar                                         | No hi va entrar                                         | No hi va entrar                                         | No hi va entrar                                         | No hi va entrar                                         | No hi va entrar                                         | No hi va entrar                                         |                                                         |
| 2007                                                    | No hi va entrar                                         | No hi va entrar                                         | No hi va entrar                                         | No hi va entrar                                         | No hi va entrar                                         | No hi va entrar                                         | No hi va entrar                                         | No hi va entrar                                         |                                                         |
| 2011                                                    | No hi va entrar                                         | No hi va entrar                                         | No hi va entrar                                         | No hi va entrar                                         | No hi va entrar                                         | No hi va entrar                                         | No hi va entrar                                         | No hi va entrar                                         |                                                         |
| 2015                                                    | No es va classificar                                    | No es va classificar                                    | No es va classificar                                    | No es va classificar                                    | No es va classificar                                    | No es va classificar                                    | No es va classificar                                    | No es va classificar                                    |                                                         |
| 2019                                                    | No es va classificar                                    | No es va classificar                                    | No es va classificar                                    | No es va classificar                                    | No es va classificar                                    | No es va classificar                                    | No es va classificar                                    | No es va classificar                                    |                                                         |
| 2023                                                    | Per decidir                                             | Per decidir                                             | Per decidir                                             | Per decidir                                             | Per decidir                                             | Per decidir                                             | Per decidir                                             | Per decidir                                             |                                                         |
| Total                                                   | 0/9                                                     | –                                                       | –                                                       | –                                                       | –                                                       | –                                                       | –                                                       | –                                                       |                                                         |

Els empats inclouen partits eliminatoris decidits en rondes de penals.

### Altres torneigs
| Torneig                 | Resultat      |
| ----------------------- | ------------- |
| 2021 Baltic Women's Cup | Semifinalista |